# Блокада Азовського моря
У 2018 році Росія розпочала блокаду Азовського моря для українських суден та кораблів. Кораблі Прикордонної служби ФСБ Росії протиправно затримували транзитні цивільні кораблі, які слідували до українських портів в Азовському морі. 25 листопада 2018 року Росією була встановлена пряма морська блокада.

## Передумови
У 2014 році Росія здійснила інтервенцію до українського півострова Крим і одразу після того його анексувала. У травні 2018 року Росія збудувала автомобільний міст через Керченську протоку.

## Історія
25 березня 2018 року корабель морської охорони українських прикордонників затримав риболовецьке судно-порушник «Норд» під прапором Російської Федерації в українській частині Азовського моря. В екіпажу були російські паспорти.
«У ході перевірки встановлено, що воно зареєстроване на тимчасово окупованій території АР Крим», — йдеться в повідомленні Державної прикордонної служби України.
«Окрім цього члени суднокоманди порушили порядок виїзду з тимчасово окупованої території України. Всі вони мали так звані паспорти громадян РФ видані в м. Керч», — додають прикордонники. Проти них було розпочато кримінальне провадження і накладений штраф.
9 квітня 2018 року українські прикордонники не пропустили до Криму екіпаж затриманого судна «Норд» при спробі незаконно перетнути кордон окупованого Криму. Перед цим порушники намагалися перетнути кордон України на дипломатичних автомобілях РФ в Харківській області.
З 30 квітня 2018 року російська сторона стала масово затримувати українські судна в Азовському морі. До затриманих українських матросів не пускають адвокатів, на них здійснюють психологічний тиск. Перевірок зазнали й іноземні судна, що заходили в Азовське море. Фактично розпочалося морське протистояння.
Станом на 12 липня 2018 року, росіяни затримали 100 українських суден, чим завдали чималі збитки двом українським портам на Азовському морі — Маріупольському і Бердянському. Міністр інфраструктури України Володимир Омелян запропонував ввести відповідні санкції проти Росії.
Станом на кінець вересня 2018 року, уряд України повідомив, що надмірно було перевірено понад 200 суден, з них близько 120 — під прапорами країн ЄС. Ці перевірки розтягувалися на кілька діб замість звичних кількох годин.
Середня тривалість затримок суден перед виходом з Азовського моря в Чорне море: 

у 2018 році — 79,5 години на одне судно,

у 2019 році — до 37,4 години,

у 2020 році — 29,6 години,

упродовж 2021 року затримка зросла — до 39,7 годин на судно.
З 1 липня 2021 року президент РФ законом дозволив військовослужбовцям і співробітникам Росгвардії «блокувати території та акваторії» Керченської протоки, доповнення в закон про війська дозволяють проводити оточення акваторії при спробі як «незаконного перетину і проникнення» в акваторію, так і при спробі залишити її.

### Перехід допоміжних кораблів ВМСУ через Керченську протоку
20 вересня пошуково-рятувальне судно A500 «Донбас» та морський буксир A830 «Корець» вирушили з походом з Західної військово-морської бази ВМС України в Одесі до Бердянська, де стануть основою новоствореної військово-морської бази українського флоту на Азовському морі. Починаючи від переходу поблизу окупованого Севастополя українські кораблі почав супроводжувати патрульний корабель Берегової охорони ФСБ РФ — «Аметист» проекту 22460, згодом до нього долучився ще один не встановлений корабель.
З порту Бердянську для їх зустрічі в напрямку Керченської переправи вирушили малі броньовані артилерійські катери P177 «Кременчук» та P178 «Лубни».
Приблизно о 15.50 кораблі пройшли Керченський міст у супроводі великої кількості кораблів ФСБ та ВМФ Росії, а саме: буксир СБ-739 КЧФ, 2 патрульних катери проекту 03160 «Раптор» зі спецназом ВМФ ЧФ РФ, корабель проекту 10410 «Светлячек» Берегової охорони ПС ФСБ, 2 катери проекту 12150 «Мангуст», катер проекту 21850 «Чибис» Берегової охорони ПС ФСБ, також повідомлялося що там були присутні водолази.
25 вересня, о 09:35, заходом морського буксиру «Корець» завершився перехід групи суден Військово-Морських Сил ЗС України до порту Маріуполь. Поблизу рейду Маріуполя в районі якірної стоянки була спроба провокації з боку російського прикордонного катеру типу «Мангуст». Прикордонний катер РФ на великій швидкості намагався зблизитись з українськими кораблями, але діями екіпажів малих броньованих артилерійських катерів «Лубни» та «Кременчук» він був зупинений та недопущений до місця стоянки пошуково-рятувального судна «Донбас» та морського буксиру «Корець».
Командував походом крізь Керченську протоку капітан 1-го рангу Дмитро Коваленко, заступник начальника штабу морського командування ВМС України.
За словами командувача ВМС Воронченка, на початку жовтня 2018 року вийшов спільний наказ Міністерства освіти й Міністерства оборони щодо передачі колишньої філії Запорізького університету через сприятливе розміщення для управління бази. Надалі, за наявності ресурсів, передбачено будівництво причальної стінки та підрозділів забезпечення для всієї номенклатури: морської, берегової та, ймовірно, авіаційної, адже там є аеродромна мережа, щоб забезпечити комплекс «земля-море-повітря-підводний простір».
19 листопада 2018 підрозділи ВМС України в Азовському морі поблизу Бердянської коси провели бойові стрільби. У супроводі буксира «Корець» стрільби проводив малий броньований артилерійський катер (МБАК) «Кременчук», озброєний бойовими модулями «Катран-М». Вперше в Азовському морі був застосований протитанковий ракетний комплекс (ПТРК) «Бар'єр», який адаптований виробником до морських умов, комплекс успішно вразив всі мішені. Екіпаж отримав новий досвід застосування сучасних українських ПТРК на морі.
В районі стрільб був помічений прикордонний корабель ФСБ РФ, який постійно знаходився біля району проведення стрільб. Провокацій з боку росіян на цей раз не було.

### Інцидент в Керченській протоці у листопаді 2018
25 листопада 2018 року три кораблі ВМС України — два артилерійські катери «Бердянськ» і «Нікополь» та рейдовий буксир «Яни Капу», — мали намір пройти Керченською протокою. Під час підходу української катерної групи до Керченської протоки приблизно о 12:20 25 листопада 2018 росіяни цілком перекрили прохід цивільних суден через неї. Українські судна були зупинені російським танкером, а невдовзі зазнали нападу зі сторони сил ВМФ Росії та Берегової охорони Росії. Буксир «Яни Капу» був протаранений російським сторожовим кораблем «Дон», а згодом поза 12-мильною зоною, вогневого ураження зазнали українські артилерійські катери супроводу.
Всі три українські судна були захоплені росіянами. В полон потрапили 23 моряка, 6 із них — поранені.
В Україні була екстрено скликана РНБО для обговорення ідеї тимчасово ввести воєнний стан.

### Блокування окремих районів Чорного моря для руху іноземних кораблів та державних суден інших країн
Обмеження діятиме пів року: з 21:00 24 квітня 2021 до 21:00 31 жовтня 2021. Про це повідомляє РБК із посиланням на Міноборони РФ.
Під заборону потрапили видовжена ділянка акваторії уздовж узбережжя Криму, приблизно від Севастополя до Гурзуфа, прямокутна ділянка біля берегів Керченського півострова (на траверзі Опукського природного заповідника) і невелика ділянка біля західного краю Криму. У зазначеній зоні не опинилася Керченська протока і підходи до неї.
Закриття не заважатиме судноплавству через Керченську протоку.

### Масштабні навчання у Чорному та Азовському морях
В січні-лютому 2022 у Чорному морі зібралося небувале за багато років угруповання кораблів:
- Крейсер Варяг
- Крейсер Москва
- Крейсер Маршал Устінов
- Фрегат Адмірал Григорович
- Фрегат Адмірал Макаров
- Адмірал Ессен
- Фрегат Адмірал Касатонов[ru]
- ВПК Адмірал Трібуц[ru]
- есмінець Адмірал Кулаков
- ВДК Корольов
- ВДК Мінськ
- ВДК Калінінград
- Оленегорский горняк
- ВДК Георгій Побідоносець
- ВДК Петро Моргунов
- ВДК Цезар Куніков
- ВДК Новочеркаськ
- ВДК Микола Фільченков
- ВДК Саратов
- СРЗ Василь Татищев
- та декілька кораблів Кримської військово-морської бази:
- ВДК Орськ
- ВДК Ямал
- ВДК Азов

Нових перекрить морських районів Азовського моря не було — там достатньо закритих районів і без того.